# فرنسيسكو استيبان غوميز
فرنسيسكو استيبان غوميز (بالإسبانية: Francisco Esteban Gómez)‏ هو عسكري فنزويلي، ولد في 26 ديسمبر 1783 في Santa Ana, Nueva Esparta ‏ في فنزويلا، وتوفي في 6 أغسطس 1853 في لا أسونسيون ‏ في فنزويلا.